# Träsket (Råneå socken, Norrbotten)
Träsket är en sjö i Bodens kommun i Norrbotten och ingår i Vitåns huvudavrinningsområde.